# アラネタ・センター-クバオ駅 (LRT)
アラネタ・センター-クバオ駅（アラネタ・センター-クバオえき、英語: Araneta Center–Cubao station、別名: クバオ駅（クバオえき、英語: Cubao station））は、フィリピン・マニラ首都圏のケソン市クバオにあるマニラLRT2号線の駅である。駅名は駅が位置するアラネタ・シティの旧名に由来している。
マニラMRT3号線のアラネタ・センター-クバオ駅と徒歩で乗り換え可能である。

## 歴史
- 2003年4月5日：サントラン駅 - 当駅間開業に伴い開設。LRT2号線の終着駅となる。
- 2004年4月5日：当駅 - レガルダ駅間延伸開業に伴い中間駅となる。

## 駅構造
相対式ホーム2面2線と終着用の1面1線を有する高架駅である。終着用ホームは通常のプラットホームの下の階にあるが、現在は使用されていない。

## 駅周辺
- アラネタ・シティ（英語版）
  - ゲートウェイ・モール（英語版）
  - アリ・モール（英語版）
  - ファーマーズ・プラザ（英語版）
  - アラネタ・コロシアム
  - アラネタ・シティ・バス・ポート（英語版）